# Печать Айовы
Большая печать Айовы (англ. Great Seal of the State of Iowa) — один из символов штата Айовы. Появилась  в 1847 году и изображает солдата в штатской одежде, стоящего на пшеничном поле в окружении символов, важных для истории штата. Орёл над головой солдата несет девиз штата.

## Символы
Символы, представленные на печати отражают вещи, которые были важны для первых поселенцев Айовы.
- Солдат в штатской одежде — печать была утверждена во время американо-мексиканской войны 1846—1848, и гражданин-солдат изображенный с «шапкой свободы» представляет солдат-добровольцев из штата. По традиции, оружие на печати находится в левой руке солдата, а элементы мира и свободы в правой.
- Шапка Свободы — или фригийский колпак, венчает собой флагшток, символизируя свободу.
- Изображение печати штата в разные периоды времениПшеница — первые поселенцы в 1840-х годах, в первую очередь, сеяли пшеницу. И только после прокладки железной дороги в 1850-х и 1860-х годах кукуруза стала основной культурой Айовы.
- Свинец — добыча полезных ископаемых в регионе Дубьюк была важной отраслью в экономике штата.
- Пароход «Айова» — пароход «Айова»[англ.] считался одним из самых больших и быстрых пароходов на Миссисипи. В 1843 году он установил рекорд скорости из Галена, штат Иллинойс, в Сент-Луис, штат Миссури совершив поездку за 44 часа. Миссисипи была основным транспортным маршрутом в Айове в 1840-х годах. Также самые крупные города штата располагались Миссисипи.
- Орёл — орёл не печати штата копирует как орла на государственной печати США, так и орла с предыдущих печатей Айовы. Орёл держит в клюве ленту с надписью «Our liberties we prize and our rights we will maintain» (англ. «Мы ценим наши свободы и будем сохранять наши права»)

## Претензии к тексту описания печати
Член Ассамблеи штата, республиканец Рэй Циркельбах предложил заменить в описании печати слова «the citizen soldier, with a plow in his rear» (англ. «солдат в штатской одежде с плугом позади него») на «the citizen soldier, standing in front of a plow» (англ. «солдат в штатской одежде стоит перед ним») из-за неправильно употреблённого словосочетания «in his rear». Однако в 2010 году его предложение не было рассмотрено за нехватки времени.